# Мазаев, Сергей Владимирович
Серге́й Влади́мирович Маза́ев (род. 7 декабря 1959, Москва) — советский и российский киноактёр, музыкант, певец, автор песен, композитор и музыкальный продюсер, солист группы «Моральный кодекс». Заслуженный артист России (2010 год). Руководитель продюсерской, звукозаписывающей и издательской компании ООО «Мазай коммуникейшенс».

## Биография
Окончил музыкальное училище им. Ипполитова-Иванова по классу кларнета. Учился на экономическом факультете МГУ, но забрал документы после двух лет обучения. Служил в рядах Советской Армии (ВВИА им. Жуковского, оркестр), участник трёх парадов на Красной площади). В 80-х работал в группе «Автограф» записав с ней альбомы «Каменный край» и «Tear Down the Border», ВИА «Музыкальный семестр» (МГУ), ВИА «Здравствуй, песня». Он везде начинал как саксофонист, а в ВИА «Здравствуй, песня» Сергей Мазаев уже больше пел, чем играл на саксофоне. С 1989 года солист группы «Моральный кодекс». Помимо духовых инструментов он также играет на гитаре и ударных.

### Продюсирование и сотрудничество[4]
- Bobby Blesk — bobbyblesk.ru (уже недоступен)
- Эстрадный оркестр Сергея Мазаева
- Татьяна Владимировна Тейвас[5]
- Николай Коперник
- Стволы
- Black Star Mafia

## Политика
На президентских выборах 2012 года был доверенным лицом кандидата Владимира Путина на третий срок. В 2013 году заявил, что готов выйти из списка доверенных лиц, если вступление в Общероссийский народный фронт будет обязательным условием работы с главой государства. Артист аргументировал это решение тем, что не хочет участвовать в организации, которая в своем названии имеет слово «фронт».
В ходе президентских выборов 2018 года стал доверенным лицом Владимира Путина на четвёртый срок.
В 2018 году был доверенным лицом кандидата в мэры в Москвы Сергея Собянина на третий срок.

## Личная жизнь
- Жена — Галина Мазаева, окончила ГИТИС: история, критика, работает журналистом (GQ), редактор, политолог.
  - Сын — Илья Мазаев (от первого брака) окончил МГУ, работал в научно-исследовательском институте, но в 2006 году он стал научным сотрудником в институте экономики переходного периода при Академии народного хозяйства, в свободное время играет в группе «Rates of exchange».[10]
  - Дочь — Анна Мазаева (старшая дочь от брака Сергея и Галины)
  - Сын — Пётр Мазаев (род. 20 мая 2009 года)[11]

## Фильмография

### Роли в кино
- 1979 — Место встречи изменить нельзя — музыкант в оркестре (эпизод)
- 1995 — Старые песни о главном — животновод
- 1996 — Старые песни о главном 2 — таксист Сергей
- 1997 — Новейшие приключения Буратино — Базилио
- 1997 — Старые песни о главном 3 — хоккеист
- 2001 — Апрель — Феликс Павлович
- 2002 — Копейка — автослесарь Бубука
- 2007 — Карнавальная ночь 2, или 50 лет спустя — Саня Таганско-Краснопресненский, блатной певец
- 2007 — Откройте, Дед Мороз! — бывший муж Жени
- 2008 — День радио — Камео
- 2009 — Обитаемый остров: Фильм первый — Волдырь
- 2010 — Треск — В. И. Ленин
- 2011 — Новогодняя sms-ка — солист рок-группы (в титрах не указан)
- 2012 — Мексиканский вояж Степаныча — психотерапевт

### Озвучивание
- 1993 — Кошмар перед Рождеством — Санта-Клаус
- 2000 — Новые бременские — Пёс / охранники Короля

### Музыка и песни в кино и сериалах
- 1999 — «8 ½ долларов» (песня «До свидания, мама»)
- 2000 — «Граница. Таёжный роман» (сериал) (песня «Я тебя никому не отдам»)
- 2000 — «24 часа» (песни «Почтальоны», «Алмазы и бриллианты»)
- 2002 — «Копейка» (песня «Я люблю тебя до слёз»)
- 2004 — «Посылка с Марса» (песни «Посылка с Марса», «Координаты любви»)
- 2006 — «Карнавальная ночь 2, или Пятьдесят лет спустя»
- 2007 — «Бегущая по волнам»
- 2009 — «Сердце капитана Немова» (сериал)

## Дискография

### Альбомы и песни
1. Принял участие во всех релизах группы «Моральный кодекс».
2. В составе группы Автограф:
  - 1989 — «Каменный край»
  - 1991 — «Tear Down the Border»

- Концертные альбомы, исполнил часть композиций:
  - 2005 — «25 лет спустя»
  - 2021 — «Возвращение легенды»

1. Как приглашенный гость:
  - 2005 — Альбом группы Любэ — «Рассея». Исполнил вокальную партию в песне «Ясный сокол»
  - 2004 — трибьют-альбом группы «Браво» — «Звездный каталог». Исполнил вокальную партию в песне «Страна цветов»
  - 2005 — «25 лет спустя» (концертный альбом, исполнил часть композиций). В составе группы Автограф исполнил саксофонные партии и был вокалистом в завершающей песне.
  - 2010 — Концертный альбом Гарика Сукачева «5:0 в мою пользу». Исполнил духовые партии в части композиций.
  - 2015 — Альбом музыкального проекта Кирилла Немоляева Forces United «IV». Исполнил вокальную партию в песне «Stars»[12][13].

### Концертные видео
Как приглашенный гость:
- 2004 — В юбилейном концерте группы «Браво» — «Браво-20» в Кремле. Исполнил вокальную партию в песне «Страна цветов».
- 2005 — «25 лет спустя» (концертный альбом, исполнил часть композиций). В составе группы Автограф исполнил саксофонные партии и был вокалистом в завершающей песне.
- 2010 — Концертный альбом Гарика Сукачева «5:0 в мою пользу». Исполнил духовые партии в части композиций.

### Песни
1. Исполнил все песни группы «Моральный кодекс»;
2. В 2013 году вместе с Тимати и рэпером L’One исполнил песню «GQ».

### Клипы
1. Я люблю тебя до слёз (2001)
2. Белое золото (2003)
3. Воспоминание (2009)
4. Принял участие во всех клипах группы «Моральный кодекс».
5. В 2013 году вместе с рэпером L’One снялся в клипе Тимати «GQ».